# George Faison
George W. Faison (Washington, 21 dicembre 1945) è un coreografo statunitense.

## Biografia
Nato a Washington, George Faison si formò alla Dunbar High School, all'Howard University e alla School of American Ballet. Tra il 1967 e il 1969 danzò con l'Alvin Ailey American Dance Theater e nel 1970 fece il suo debutto a Broadway con il musical Purlie. A partire dai primi anni settanta, Faison cominciò a lavorare a Broadway come coreografo, curando le coreografie dei musical Via Galactica, Tilt e The Wiz. The Wiz si rivelò un grande successo di critica e pubblico e valse a Faison il Drama Desk Award e il Tony Award alla miglior coreografia. Nel 1983 coreografò un apprezzato revival di Porgy and Bess, che gli valse una seconda candidatura al Tony Award. Nel 1991 curò le coreografie del film TV The Josephine Baker Story, per cui ottenne una nomination al Premio Emmy. Dal 1997 è fondatore e direttore del Faison Firehouse Theater.